# Trybuna Robotnicza (II RP)
Trybuna Robotnicza – czasopismo wydawane w latach 1922–1923 we Lwowie, będące organem prasowym Związku Proletariatu Miast i Wsi, legalnej przybudówki Komunistycznej Partii Robotniczej Polski. 
Założycielem był Jan Szczyrek. Wśród redaktorów znajdowali się Bruno Jasieński, Ostap Dłuski i Julian Brun.